# Liste der honduranischen Botschafter bei der Europäischen Union
Die Botschaft befindet sich in der fünften Etage der Avenue des Gaulois 3 in Etterbeek Brüssel.
Der Botschafter in Brüssel ist regelmäßig auch in Luxemburg akkreditiert.
| Ernannt / Akkreditiert | Name                         | Bemerkung | ernannt von                    | akkreditiert bei    | Posten verlassen |
| ---------------------- | ---------------------------- | --- | ------------------------------ | ------------------- | ---------------- |
| 20. Sep. 1977          | Roberto Herrera Cáceres      | (* 26. September 1943 in Puerto Cortés, Cortés) Sohn von Julio Herrera und Graciela Cáceres de Herrera | Juan Alberto Melgar Castro     | Roy Jenkins         |                  |
| 17. Mai 1984           | Manuel López Luna            | [ 2 ] | Roberto Suazo Córdova          | Gaston Thorn        |                  |
| 24. März 1992          | Pablo Gomez Velazquez        | [ 3 ] | Rafael Leonardo Calleja Romero | Jacques Delors      |                  |
| 10. Feb. 1995          | Ivan Romero Martinez         | [ 4 ] | Carlos Roberto Reina           | Jacques Santer      |                  |
| 18. Mai 1998           | Alejandro Ulloa de Thuin     | [ 5 ] | Carlos Roberto Flores Facussé  | Jacques Santer      |                  |
| 13. Feb. 2003          | Teodolinda Banegas de Makris | 1964: Generalkonsulin in Bern, 1991: Geschäftsträgerin in Athen | Ricardo Maduro                 | Romano Prodi        |                  |
| 19. Nov. 2007          | Ramón Custodio Espinoza      | (* 5. März 1966), Sohn von Ramón Custodio und María Elena Espinoza Iglesias studierte am American College of Switzerland, Geschäftsführer der Citimex AG trat 1998 in den auswärtigen Dienst, 1999–2007: Gesandtschaftsrat in Washington, D.C., Seit 2013 Botschafter in Berlin | Manuel Zelaya                  | José Manuel Barroso |                  |
| 3. Dez. 2012           | Roberto Flores Bermúdez      | 2004 Botschafter in Berlin | Porfirio Lobo Sosa             | José Manuel Barroso |                  |